# Georgische presidentsverkiezingen 2004
De Georgische presidentsverkiezingen van 2004 vonden plaats op 4 januari 2004 en waren noodzakelijk geworden nadat president Edoeard Sjevardnadze in november 2003 ontslag nam als gevolg van de Rozenrevolutie. De belangrijkste oppositieleider Micheil Saakasjvili won de verkiezingen met een overgrote meerderheid van ruim 96% van de stemmen bij een opkomst van bijna 88% en een deelnemersveld van zes kandidaten. Op 25 januari 2004 werd Saakasjvili ingezworen als derde president van Georgië. Hij was op dat moment het jongste staatshoofd in Europa.

## Achtergrond

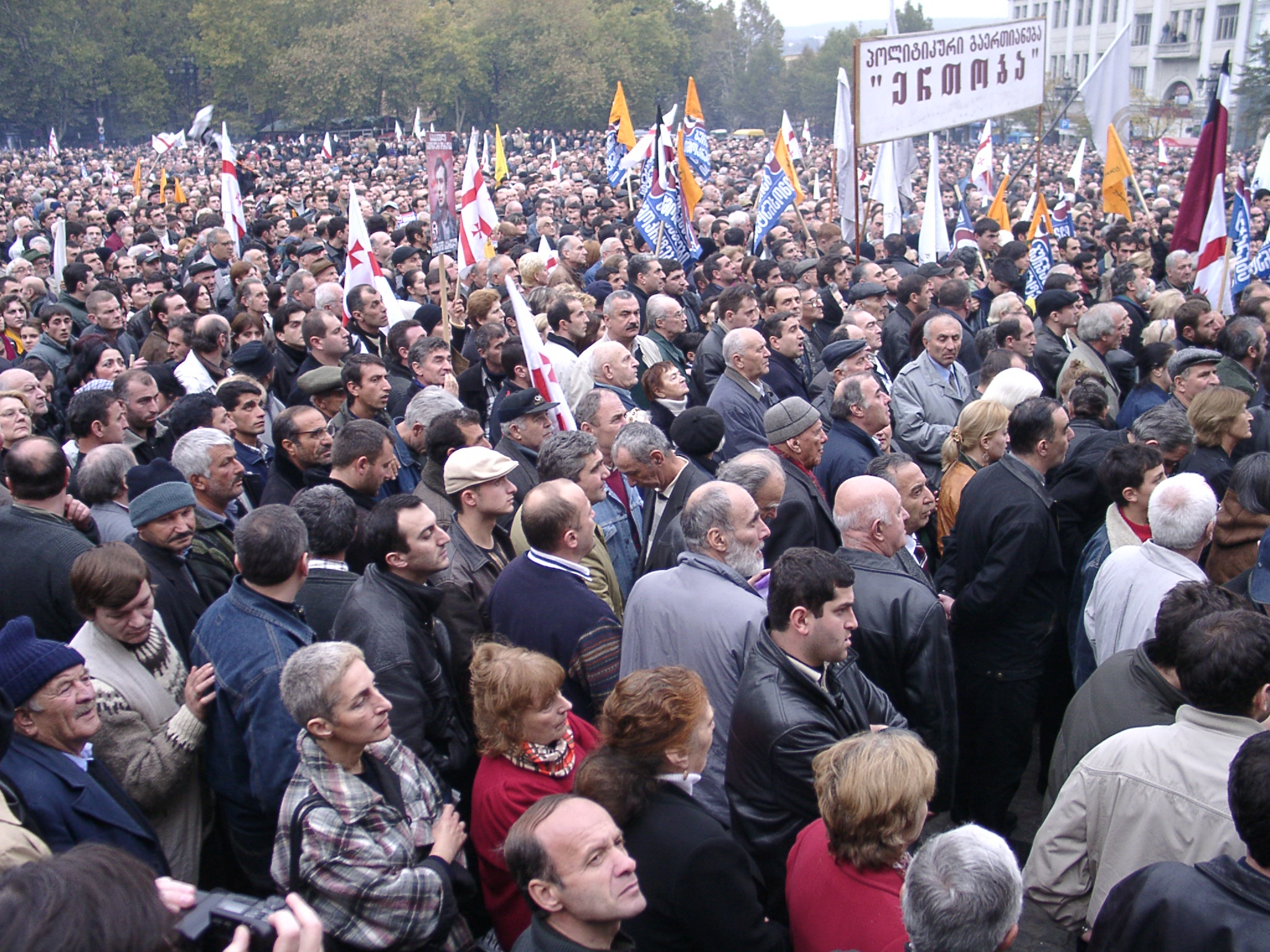
De verkiezingen vonden plaats als gevolg van de Rozenrevolutie en het opstappen van president Edoeard Sjevardnadze

Op 2 november 2003 vonden parlementsverkiezingen plaats waarbij grote misstanden en verkiezingsfraude werden geconstateerd door zowel internationale waarnemers als Georgische burgerwaarnemers. Als gevolg hiervan werd er wekenlang in Tbilisi gedemonstreerd onder leiding van oppositieleiders Zoerab Zjvania, Micheil Saakasjvili en Nino Boerdzjanadze. Tijdens de inzegening van het nieuw verkozen parlement op 22 november 2003, dat door een deel van de oppositie werd geboycot, demonstreerden duizenden buiten voor een "bloedeloze revolutie" en eisten het vertrek van president Edoeard Sjevardnadze. Demonstranten drongen met Saakasjvili, die een rode roos in zijn hand had, het parlement binnen en onderbraken de openingsspeech van Sjevardnadze die vervolgens werd weggevoerd. 
Een dag later nam Sjevardnadze ontslag, na een gesprek met de oppositieleiders. Parlementsvoorzitter Nino Boerdzjanadze werd waarnemend president naar grondwettelijke bepalingen. Daarna werd door Boerdzjanadze een interim-regering benoemd onder leiding van Zjvania. Deze fluwelen omwenteling staat sindsdien bekend als Rozenrevolutie, naar de rode roos die Saakasjvili droeg. 
De uitslag van de parlementsverkiezing werd deels ongeldig verklaard, waardoor het parlement verkozen in 1999 voorlopig bleef zitten. Twee dagen na het aftreden van Sjevardnadze bepaalde het parlement dat de presidentsverkiezing op 4 januari gehouden zouden worden, binnen de 45 dagen die volgens de grondwet hiervoor staat. Op advies van de OVSE werden de nieuwe parlementsverkiezingen op een later moment gepland.

## Organisatie
De verkiezingen werden volgens een tweerondensysteem gehouden waarbij de winnaar minimaal 50%+1 van de stemmen moest behalen. De registratie van kiezers was bij de parlementsverkiezingen in 2003 problematisch verlopen, wat ertoe leidde dat duizenden stemgerechtigden hun stem niet uit konden brengen. Dit kwam de verkiezingsautoriteiten op internationale kritiek te staan. Om de organisatie bij de presidentsverkiezing beter te laten verlopen zegden de Verenigde Staten hulp toe.
Gedurende december tot en met de verkiezingsdag zelf konden kiezers zich registreren. Er waren 2.850 stemlokalen verspreid over de 75 kieskringen. Tegelijkertijd met deze verkiezing werd in 15 enkelvoudige districten de tweede ronde of herhalingsverkiezing gehouden voor de verkiezing van parlementsleden. De verkiezing kon niet gehouden worden in Abchazië, met uitzondering van de Kodorivallei, en grote delen van Zuid-Ossetië waar de Georgische autoriteiten geen gezag meer over uitoefende. Door weersomstandigheden werd de stembusgang in de Abchazische Kodori-vallei een week later gehouden.

## Kandidaten

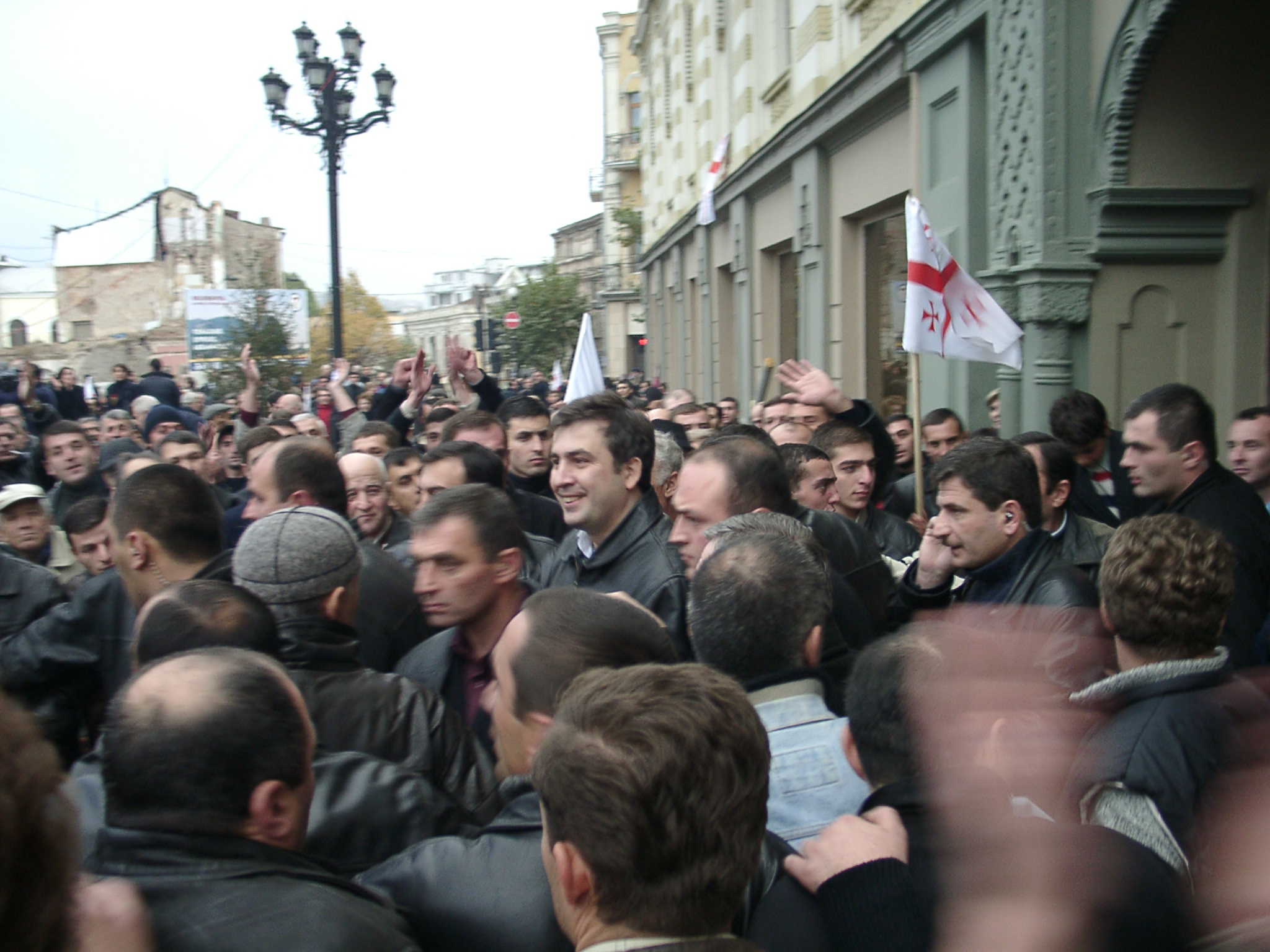
Kandidaat Micheil Saakasjvili was een van de leiders van de Rozenrevolutie

Daags na het bepalen van de datum voor de presidentsverkiezing kondigde het revolutie-trio aan dat Micheil Saakasjvili de kandidaat voor de oppositie werd, wat in lijn met de verwachtingen was. Daarna traden de Traditionalisten uit de verenigde oppositie-alliantie en steunden de kandidatuur van Saakasjvili niet. Leider Akaki Asatiani was ontevreden over uitlatingen van Saakasjvili die hij demagogie noemde. Saakasjvili zette in zijn campagne in op belastinghervormingen en het verbeteren van het zakelijk klimaat. Daarnaast wilde hij de dubbele nationaliteit weer toestaan om zo de grote Georgische diaspora bij het land te betrekken en jonge hoogopgeleiden terug naar het land te trekken. Door het land economische vooruitgang te bezorgen wilde hij ook de nationale eenheid herstellen en de afvallige gebieden aantrekken.
Bij het verstrijken van de termijn voor de kandidaatstelling op 2 december hadden zich 15 kandidaten bij de verkiezingsautoriteiten gemeld. Hiervan bleven er zeven over die tijdig de vereiste ondersteuningsverklaringen konden aanleveren. Naast Saakasjvili waren dit Teimoeraz (Temoer) Sjasjiasjvili, Kartlos Garibasjvili, Zoerab Kelechsasjvili, Roin Liparteliani, Zaza Sicharoelidze en Igor Giorgadze. Giorgadze was een voortvluchtige voormalige minister van staatsveiligheid, die in het buitenland woonde. Hij was bij verstek veroordeeld voor een aanslag op Sjevardnadze in 1995. Omdat hij niet voldeed aan de eis om minimaal twee jaar in Georgië woonachtig te zijn werd zijn kandidatuur geweigerd. Een paar maanden eerder was zijn kandidatuur voor het parlement ook al geweigerd.
De invloedrijke gouverneur van de regio Imereti, Teimoeraz Sjasjiasjvili, was de belangrijkste tegenkandidaat. Hij had zich formeel als onafhankelijke kandidaat gesteld, maar was gelieerd aan de Burgerunie van Sjevardnadze en representeerde daarmee de afgezette regering. Meteen na het vertrek van Sjevardnadze nam hij ook ontslag als gouverneur met de motivering dat hij niet met Saakasjvili, Zjvania en Boerdjzanadze samen kon werken.
Zoerab Kelechsasjvili was in 2000 ook al presidentskandidaat, in oppositie tegen Sjevardnadze, nadat hij eerder een functie in de diens Burgerunie bekleedde. Kelechsasjvili zei in december 2003 dat de onafhankelijkheid van Georgië op het spel stond. Dit keer niet door een Russische dreiging maar de vraag of het land zich zou overgeven aan de "vrijmetselaars van het westen". Een dag voor de verkiezingen trok Kelechsasjvili zich terug van deelname omdat hij "niet wilde deelnemen aan deze valse en oneerlijke presidentsverkiezingen". Hij kon niet meer van het stembiljet gehaald worden, waardoor er nog wel op hem gestemd kon worden.

## Resultaten

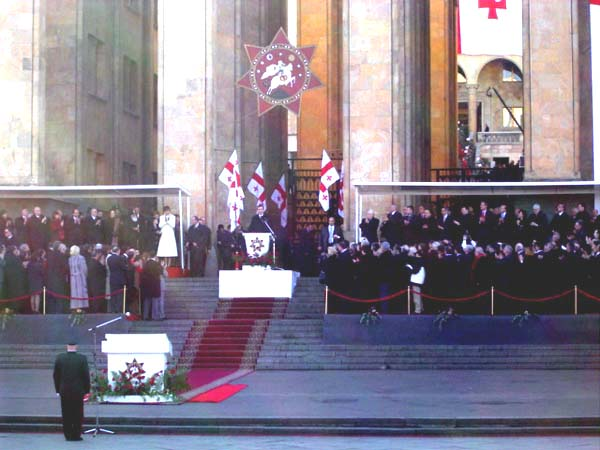
Micheil Saakasjvili werd op de trappen van het parlement van Georgië ingehuldigd

Saakasjvili behaalde een eclatante zege met ruim 96% van de stemmen, en had daarmee aan een ronde genoeg. Saakasjvili kreeg daarmee zelfs een iets groter mandaat dan Edoeard Sjevardnadze in 1992 kreeg bij zijn verkiezing als parlementsvoorzitter (en daarmee staatshoofd) toen het presidentschap tijdelijk was opgeschort. De belangrijkste tegenkandidaat Teimoeraz Sjasjiasjvili kwam niet verder dan 1,87%. De opkomst was bijna 88%, hoger dan in eerdere presidentsverkiezingen. Ruim 7.300 kiezers hadden alle kandidaten doorgestreept.

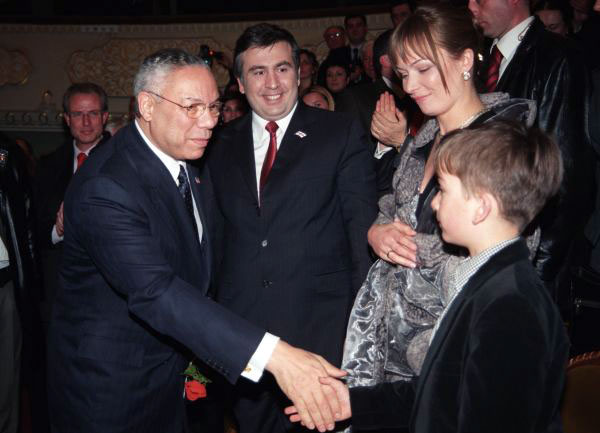
De Amerikaanse buitenlandminister Colin Powell was eregast bij de inhuldiging. Hier met de familie Saakasjvili. Rechts de Nederlandse vrouw van Saakasjvili, Sandra Roelofs

Micheil Saakasjvili werd op 25 januari 2004 op de trappen van het parlement van Georgië in hoofdstad Tbilisi ingehuldigd als derde president van Georgië. Hierbij waren zowel de Amerikaanse buitenlandminister Collin Powell als zijn Russische ambtsgenoot Igor Ivanov aanwezig, alsmede 150 andere hoogwaardigheidsbekleders namens 20 landen. Saakasjvili beloofde van het land weer een eenheid te maken, verwijzend naar de drie gebieden waar de centrale autoriteiten geen gezag meer over hadden: de autonome republiek Adzjarië en de zichzelf onafhankelijk verklaarde gebieden Abchazië en Zuid-Ossetië.
|                             | Micheil Saakasjvili        | Verenigde Nationale Beweging | 1.890.256 | 96,24 |
|                             | Teimoeraz Sjasjiasjvili    | Onafhankelijk                | 36.398    | 1,87  |
|                             | Roin Liparteliani          | Onafhankelijk                | 5.154     | 0,26  |
|                             | Zaza Sicharoelidze         | Onafhankelijk                | 4.782     | 0,24  |
|                             | Kartlos Garibasjvili       | Onafhankelijk                | 4.192     | 0,21  |
|                             | Zoerab Kelechsasjvili      | Onafhankelijk                | 1.901     | 0,10  |
| Tegen allen                 | Tegen allen                |                              | 7.302     | 0,37  |
| Totaal                      | Totaal                     | Totaal                       | 1.949.985 |       |
|                             |                            |                              |           |       |
| Geldige stemmen             | Geldige stemmen            | Geldige stemmen              | 1.949.985 |       |
| Ongeldige stemmen           | Ongeldige stemmen          | Ongeldige stemmen            | 13.571    | 0,69  |
| Totale stemmen              | Totale stemmen             | Totale stemmen               | 1.963.556 | 100   |
| Kiesgerechtigden / opkomst  | Kiesgerechtigden / opkomst | Kiesgerechtigden / opkomst   | 2.231.986 | 87,97 |
| Bronnen: CESKO, OVSE, IFES. |                            |                              |           |       |

## Verkiezingswaarneming
De OVSE werd door de Georgische regering uitgenodigd om de verkiezingen waar te nemen. De missie bestond uit 38 lange-termijnwaarnemers en 450 waarnemers voor de verkiezingsdag uit 38 OVSE-lidstaten. In deze laatste groep zaten ook waarnemers namens de Parlementaire Assemblees van de OVSE (22), Raad van Europa (13) en het Europees Parlement (3). De missie bezocht 1.314 van de 2.850 stembureaus om het stemmen en tellen te observeren. Daarnaast was het aanwezig in 42 van de 75 kieskringbureaus om de aggregatie van de resultaten te rapporteren. Het Gemenebest van Onafhankelijke Staten (GOS) stuurde 90 waarnemers naar Georgië. Deze kwamen met name uit Rusland (32), Wit-Rusland (19) en Oekraïne (13).

### Conclusies
De OVSE was tevreden met de algemene vooruitgang die er geboekt was ten opzichte van de voorgaande verkiezingen en in het specifiek de frauduleuze verkiezingen van november 2003. Het stelde dat het land "in verschillende opzichten dichter bij het voldoen aan de OVSE-verplichtingen en andere internationale normen voor democratische verkiezingen" was gebracht en zag het dat er een "authentiekere politieke wil" was om de verkiezingen eerlijk te laten verlopen. De oprichting van een nieuw kiezersregister droeg bij aan het herwinnen van vertrouwen in het verkiezingsproces. Het vond desalniettemin dat er een echt competitief politiek milieu ontbrak, wat mede werd veroorzaakt door de omstandigheden die aan de verkiezing voorafging. het sprak de verwachting uit dat de aangekondigde parlementsverkiezingen in maart 2004 "een meer reële indicator zullen zijn van de inzet van Georgië voor democratische verkiezingen".
Er waren ook kritische kanttekeningen, met name over de politieke onevenwichtigheid in de samenstelling van de verkiezingscommissies. Daarnaast werd  misbruik van administratieve middelen ten voordele van één kandidaat in een aantal gevallen geconstateerd, wat wees op een gebrek aan onderscheid tussen staatsbestuur en de politieke partijstructuren. Op de verkiezingsdag werden ook een aantal "problematische trends" gezien. In 38% van de bezochte stemlokalen rapporteerden waarnemers dat een aantal kiezers het stemrecht werd ontzegd omdat ze niet zouden voldoen aan de eis van ingezetene. In de zuid-Georgische regio Kvemo Kartli werd net als tijdens eerdere verkiezingen onregelmatigheden geconstateerd, waaronder het onreglementair vullen van stembussen en knoeien met protocollen.
Ook de missie van het GOS was tevreden met het verloop van de verkiezingen en stelde dat er weliswaar "tijdens het stemmen een aantal kleine overtredingen geconstateerd werden", maar dat deze "geen significant effect kunnen hebben op de uiteindelijke uitslag van de verkiezingen". De missie benadrukte dat de schendingen hoofdzakelijk werden veroorzaakt door slechte opleiding van de leden van de verkiezingsorganisatie.

## Reacties

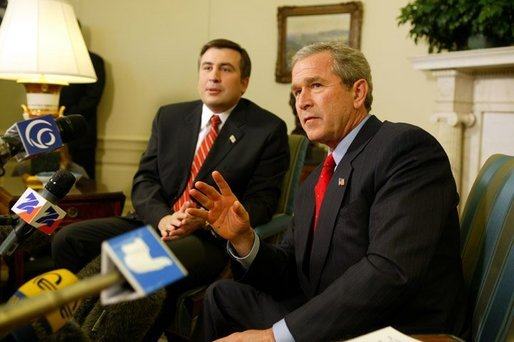
De Amerikaanse president George W. Bush ontving Saakasjvili een maand na zijn inhuldiging.

De westerse bondgenoten van Georgië prezen de verkiezing en riepen op tot hechtere samenwerking om het land te helpen hervormen.
- Europese Unie - EU-buitenlandchef Javier Solana feliciteerde Saakasjvili met zijn verkiezing en zei dat de verkiezing "een belangrijke stap in de democratische vooruitgang van Georgië" was. Hij benadrukte dat de hoge opkomst een belangrijke indicator was van de wens van het Georgische volk voor een nieuw begin. Solana zegde daartoe de EU-steun toe.[24]
- Verenigde Staten Verenigde Staten - Het Amerikaanse ministerie van Buitenlandse Zaken schaarde zich daags na de verkiezing achter de voorlopige conclusies van de OVSE waarnemingsmissie. Het stelde in een eerste commentaar dat de presidentsverkiezing "een belangrijke stap voorwaarts betekenen in de ontwikkeling van de democratie in Georgië". Het liet weten uit te kijken naar samenwerking met Saakasjvili "om de democratische en markteconomische hervormingen van Georgië te ondersteunen, corruptie te bestrijden en de betrekkingen met de Verenigde Staten, Europa en alle buurlanden van Georgië te intensiveren".[25] In aparte telefoongesprekken feliciteerden zowel president George W. Bush als buitenlandminister Colin Powell op 7 januari 2004 Saakasjvili met de overwinning. Bush nodigde Saakasjvili uit voor een bezoek aan het Witte Huis en keek uit samen te werken op het gebied van hervormingen en veiligheidszaken.[26] Powell was aanwezig bij de inhuldiging van Saakasjvili. President Bush ontving Saakasjvili 25 februari 2004 in het Witte Huis.[27]
- Rusland - President Vladimir Poetin feliciteerde Saakasjvili op 15 januari 2004 met zijn verkiezing. Hij sprak de hoop uit dat de Russisch-Georgische betrekkingen zich zouden ontwikkelen "op basis van goed nabuurschap, in het belang van het versterken van de stabiliteit en veiligheid in de Kaukasus". Daarnaast bevestigde hij de uitnodiging aan Saakasjvili voor een bezoek aan Moskou.[28] Een week was er nog onenigheid tussen de twee landen over de Georgische wens dat Rusland de militaire bases in Georgië binnen drie jaar verlaat, iets waar Moskou categorisch tegen was.[29] Saakasjvili bezocht president Poetin ruim twee weken na zijn inhuldiging op 11 februari 2004.[30]